# Маргеріта Гранбассі
Маргеріта Гранбассі  (італ. Margherita Granbassi, 1 вересня 1979) - італійська фехтувальниця, олімпійська медалістка.

## Виступи на Олімпіадах
| Олімпіада  | Дисципліна            | Місце |
| ---------- | --------------------- | ----- |
| Афіни 2004 | рапіра, індивідуальні | 10    |
| Пекін 2008 | рапіра, індивідуальні | 3     |
| Пекін 2008 | рапіра, командні      | 3     |